# Akif Alizade
Pour les articles homonymes, voir Alizade.
Akif Alizade (en azéri : Akif Ağamehdi oğlu Əlizadə, né le 25 février 1934 à Bakou) est un géologue azerbaïdjanais, docteur en sciences géologiques et minéralogiques, professeur, président de l'Académie nationale des sciences d'Azerbaïdjan (2013-2019).

## Biographie
Akif Alizadeh est né le 25 février 1934 dans la famille de médecins.
Après avoir obtenu son diplôme d'études secondaires avec une médaille d'argent, il entre à la faculté de géologie de l'Institut industriel d'Azerbaïdjan.
En 1957, il commence à travailler à l'Institut de géologie de l'Académie des sciences de la RSS d'Azerbaïdjan. L'institut est un lieu permanent de son activité.
En 1980, il est élu membre correspondant de l'Académie des sciences de la RSS d'Azerbaïdjan et en 1989, membre à part entière de l'Académie.
2013-2019 : Président de l'Académie des sciences d'Azerbaïdjan.

## Activité scientifique
Le domaine d'intérêt scientifique d'A. Alizade couvre la stratigraphie régionale des dépôts crétacés de l'Azerbaïdjan. Sous sa direction et avec sa participation directe, un diagramme stratigraphique des dépôts du Crétacé d'Azerbaïdjan a été développé, tandis qu'un vaste matériel paléontologique-stratigraphique a été analysé et généralisé, reflétant les idées modernes sur les processus géologiques, la formation de formations sédimentaires, volcaniques-sédimentaires, la distribution et le développement de la faune du Crétacé.
Sur la base de nombreuses années de recherche d'A. Alizade, les principales dispositions de la doctrine des complexes de la faune de mollusques du Crétacé (bélemnites) d'Azerbaïdjan sont formulées, leur classification et leur phylogénie sont données, une analyse morphologique et fonctionnelle est effectuée.
En 1991 l'académicien A. Alizade reçoit le titre de lauréat du Prix d'État de la République d'Azerbaïdjan pour une série d'ouvrages sur la paléontologie et la stratigraphie des dépôts du Crétacé (avec un groupe d'auteurs).

## Prix et titres
- Ordre de l'Insigne d'Honneur - 1986
- Scientifique émérite de la République d'Azerbaïdjan - 1991
- Lauréat du Prix d'État de la République d'Azerbaïdjan - 1991
- Ordre de la Gloire (2004, Azerbaïdjan)
- Ordre "Honneur" de la République d'Azerbaïdjan - 2008
- Ordonnance "Indépendance" de la République d'Azerbaïdjan - 2014
- Académicien de l'Académie nationale des sciences d'Azerbaïdjan(1989)
- Ordre "Travail" I degré - 2019 [3]